# XL 갈란

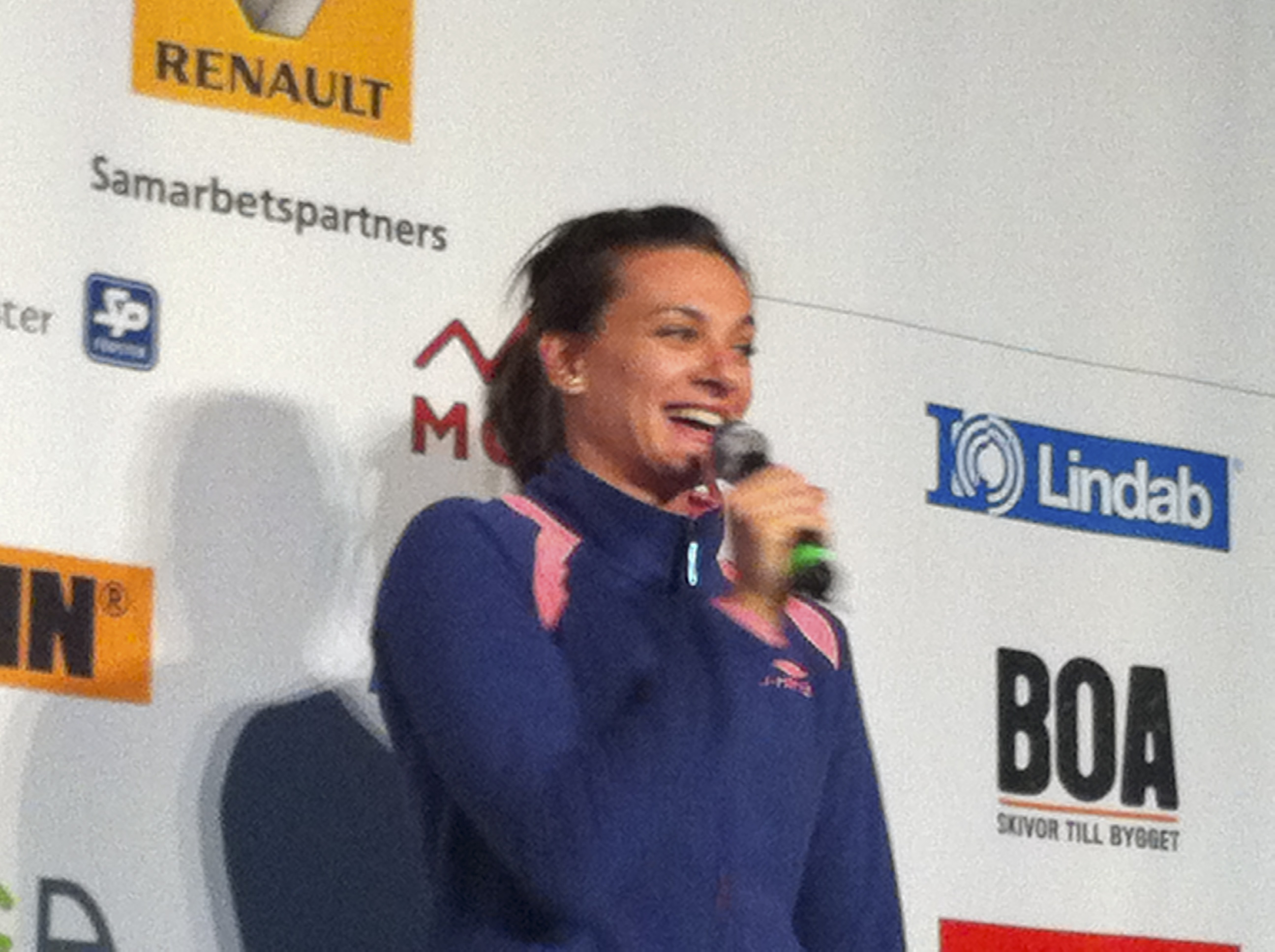

XL 갈란(스웨덴어: XL-galan)은 스웨덴 스톡홀름에 있는 에릭슨 글로브에서 해마다 열리는 실내 육상 대회이다.